# Storronden
Storronden is een berg in het gebied Rondane in de Noorse provincie Oppland.